# Área Nacional de Recreación Samanes
Die Área Nacional de Recreación Samanes befindet sich im Ballungsraum von Guayaquil im Westen von Ecuador. Das 3,8 Quadratkilometer große Schutz- und Erholungsgebiet wurde 2010 eingerichtet. Namengebend für das Schutzgebiet ist der Regenbaum (Samanea saman), im Spanischen samán.

## Lage
Die Área Nacional de Recreación Samanes befindet sich im Kanton Guayaquil. Das Schutzgebiet umfasst mehrere Flächen im Norden des Ballungsraumes von Guayaquil. Zwei dieser Flächen reichen im Osten bis an das Flussufer des Río Daule. Die angrenzenden Stadtviertel sind Samanes, Huancavilca Norte, Bastión Popular, Los Vergeles und Guayacanes.

## Ökologie
Die Flächen umfassen zeitweise überschwemmte Uferflächen entlang des Río Daule sowie Tierra Firme. Ziel ist es, die ursprüngliche Natur in diesen Gebieten zu erhalten und gleichzeitig ein Erholungsgebiet für die Bevölkerung zu schaffen. Im Schutzgebiet gibt es noch Relikte von Ufertrockenwäldern mit seltenen und bedrohten Baumarten. Entlang des Río Daule bietet das Gebiet Lebensraum für verschiedene Vögel wie Kormorane, Pfeifgänse, Reiher und Rallen.